# Menzies lounge Landvetter
De Menzies lounge Landvetter is de gedeelde lounge van luchtvaartmaatschappijen die deel uitmaken van Skyteam alsmede enkele andere maatschappijen op de luchthaven van Landvetter bij Göteburg in Zweden. Deze door Menzies Aviation beheerde lounge is toegankelijk voor alle businessclassreizigers en elite-plus leden van frequent flyer-programma's van luchtvaartmaatschappijen, maar men kan na betaling ook toegang krijgen. De lounge kent geen branding van een individuele luchtvaartmaatschappij.

## Ligging en voorzieningen
De lounge ligt achter de beveiliging, pal naast de lounge van de SAS bij gate 18 van het internationale deel van de terminal. Vanaf de airside is de lounge goed zichtbaar; het is de glazen uitstulping van het terminalgebouw.
Er is een bar met gratis versnaperingen en wat borrelgarnituur. Er is gratis wifi-access via de partner Swedavia. Er zijn geen sanitaire voorzieningen.